# مارتن برينان (سياسي)
مارتن برينان (بالإنجليزية: Martin Brennan)‏ هو سياسي أيرلندي، ولد في 1 مارس 1903، وتوفي في 1967. حزبياً، نشط في فيانا فايل. في 1938 Irish general election ‏، انتخب نائب دييل عن دائرة Sligo (Dáil constituency) ‏ وقد انضم خلال فترته النيابية ‏ (30 يونيو 1938 – 26 مايو 1943)  للكتلة البرلمانية فيانا فايل وفي 1943 Irish general election ‏، انتخب نائب دييل عن دائرة Sligo (Dáil constituency) ‏ وقد انضم خلال فترته النيابية ‏ (1 يوليو 1943 – 10 مايو 1944)  للكتلة البرلمانية فيانا فايل وفي 1944 Irish general election ‏، انتخب نائب دييل عن دائرة Sligo (Dáil constituency) ‏ وقد انضم خلال فترته النيابية ‏ (9 يونيو 1944 – 11 ديسمبر 1947)  للكتلة البرلمانية فيانا فايل.